# Jay Inslee
Jay Inslee, né le 9 février 1951 à Seattle (État de Washington), est un homme politique américain, membre du Parti démocrate et gouverneur de l'État de Washington de 2013 à 2025. Auparavant élu à la Chambre des représentants des États-Unis dans l'État de Washington entre 1993 et 1995, puis de nouveau de 1999 à 2012, il est candidat aux primaires présidentielles de 2020.

## Biographie

### Jeunesse et débuts en politique
Jay Robert Inslee est originaire de Seattle. Après avoir étudié à Stanford, il est diplômé d'un baccalauréat universitaire de l'université de Washington en 1972 et d'un doctorat en droit de l'université Willamette en 1976. Durant ses études, alors que se tient la conférence des Nations unies sur l'environnement de Stockholm, Inslee passe une année en Suède pour étudier la qualité de l'eau et les questions énergétiques.
Il entame par la suite une carrière d'avocat et devient procureur de la ville de Selah de 1976 à 1984. Il est élu à la Chambre des représentants de l'État de Washington en 1988, remportant le 14e district face à la républicaine Lynn Carmichael avec 51,6 % des voix. Il est facilement réélu en 1990 avec 61,8 % des suffrages.

### Représentant des États-Unis

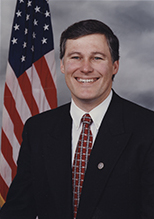
Portrait officiel d'Inslee lors de son premier mandat, en 1993.

En 1992, il est élu à la Chambre des représentants des États-Unis avec 50,8 % des suffrages en battant le républicain Doc Hastings (en). Il se décrit alors comme « fiscalement responsable » et favorable au deuxièmement amendement. Il représente en effet le 4e district du Washington, une circonscription plutôt conservatrice du centre de l'État. Lors de la révolution républicaine de 1994, il est battu par Hastings (46,7 % des voix contre 53,3 %). Il reprend son activité d'avocat.
En 1996, il se présente au poste de gouverneur mais il perd les primaires démocrates en réunissant seulement 10 % des voix. La primaire et l'élection générale sont remportées par Gary Locke. L'année suivante, il est nommé directeur régional du Département de la Santé et des Services sociaux dans l'administration de Bill Clinton.
Habitant désormais sur l'île de Bainbridge, Inslee se représente à la Chambre des représentants en 1998 mais il est candidat dans le 1er district, plus favorable aux démocrates. Il est élu avec 49,8 % des suffrages contre 44,1 % pour le républicain sortant Rick White (en). Il est réélu tous les deux ans entre 2000 et 2010.
Durant ses mandats au Congrès, Inslee fait partie de la commission de l'énergie et du commerce. Il acquiert une réputation pour son combat en faveur des énergies renouvelables. Il est également l'auteur d'un amendement clé de la loi de 2000 sur la signature électronique. Sur le sujet des armes à feu, il se montre favorable .

### Gouverneur de l'État de Washington
Il démissionne de son mandat de représentant le 20 mars 2012 pour se présenter au poste de gouverneur. L'élection est considérée comme serrée face au procureur général de l'État, le républicain Rob McKenna. Comme McKenna, il fait campagne sur un programme modéré. Il propose notamment d'équilibrer le budget de l'État sans augmenter les impôts et d'investir dans les énergies renouvelables. Il est élu gouverneur avec 51 % des suffrages contre 49 % pour McKenna,. Son score est largement inférieur à celui de Barack Obama, qui devance son rival républicain de 13 points lors de l'élection présidentielle concomitante.
Durant son premier mandat, l'État connaît une forte croissance et investit massivement dans l'éducation maternelle et primaire ainsi que dans les infrastructures de transports. Inslee est toutefois critiqué pour ne pas avoir tenu sa promesse de ne pas augmenter les impôts. En février 2014, il annonce un moratoire sur la peine de mort et suspend toutes les exécutions futures. La peine de mort sera abolie par la Cour suprême de l'État de Washington en 2018.
Il est réélu pour un deuxième mandat lors des élections de 2016, rassemblant 56 % des voix face à Bill Bryant. En 2017, il prend la co-présidence de l'United States Climate Alliance, regroupant des collectivités entendant appliquer l'accord de Paris sur le climat malgré le retrait des États-Unis. Il devient également le président de l'association des gouverneurs démocrates.

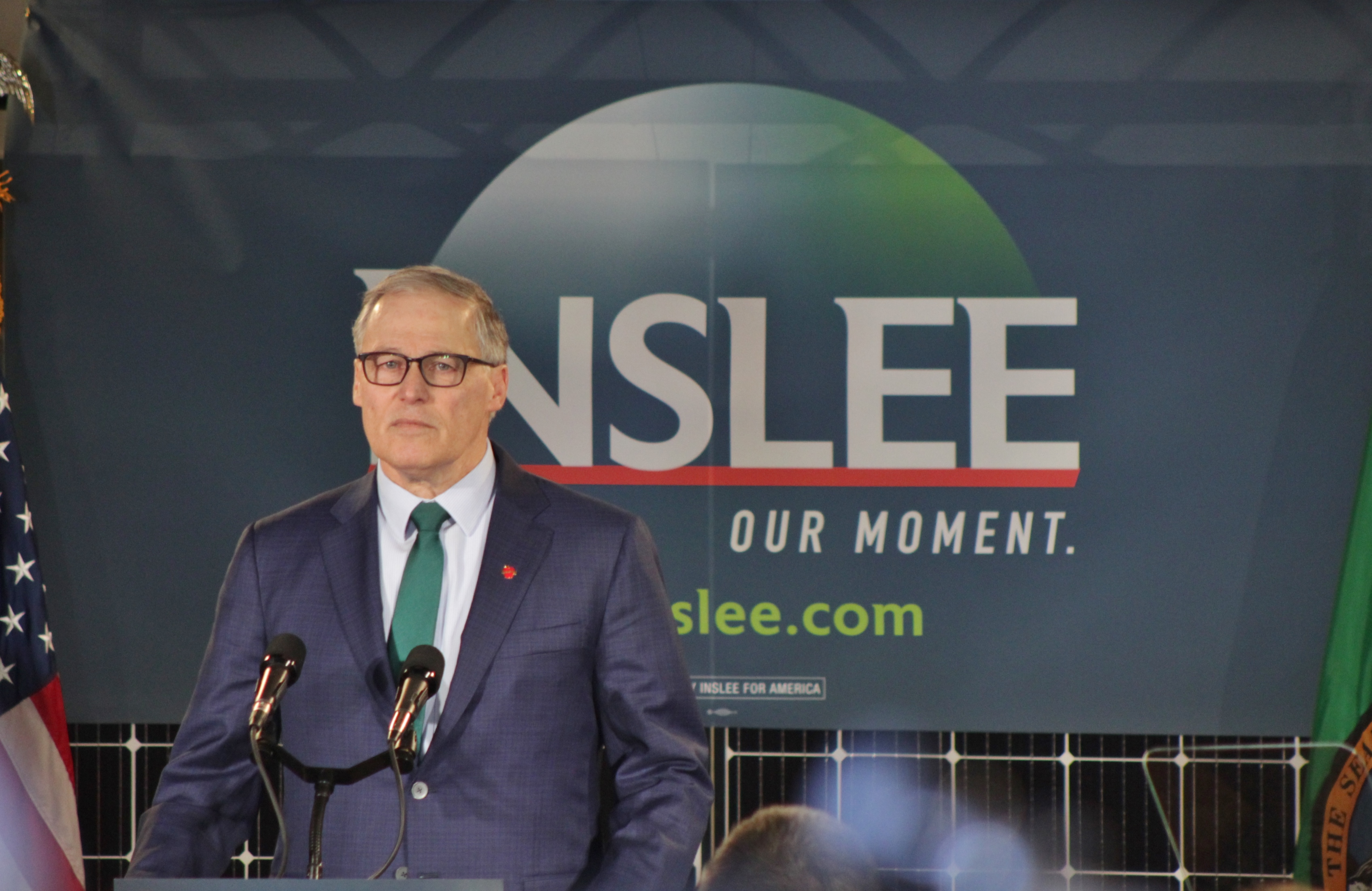
Inslee lors du lancement de sa campagne présidentielle en 2019.

Il annonce, le 1er mars 2019, se porter candidat à l’investiture démocrate pour l’élection présidentielle de 2020, avec pour objectif de « vaincre le changement climatique ». Contrairement aux autres candidats, il choisit de faire campagne sur cet unique sujet. Il propose un plan d'investissement de 9 000 milliards de dollars pour ramener les émission de dioxyde de carbone américaines à zéro d'ici 2045. Il participe aux deux premiers débats organisés par le Parti démocrate mais n'arrive pas à susciter l'engouement dans un paysage comptant plus de 20 candidats. N'arrivant pas à dépasser les 1 % voire 0,5 % dans les sondages, sa présence aux prochains débats semble alors compromise. Le 21 août 2019, il annonce qu'il retire sa candidature dans l'émission The Rachel Maddow Show, expliquant qu'il était désormais clair qu'il ne pourrait pas être élu président,.
Le lendemain de son retrait, Inslee se déclare candidat à un troisième mandat au poste de gouverneur. Malgré sa campagne présidentielle, aucun candidat démocrate d'envergure ne s'était lancé dans la course.
Le 3 novembre 2020, il est réélu pour un troisième mandat de gouverneur en obtenant 57,73 % des voix face au candidat républicain Loren Culp qui totalise 41,95 %,.
Le 1er mai 2023, il annonce qu'il ne sera pas candidat à un quatrième mandat en 2024.

## Historique électoral

### Représentant
| Année                                | Jay Inslee | Républicain | Autres |
| ------------------------------------ | ---------- | ----------- | ------ |
| Année                                |            |             |        |
| 4e district de l'État de Washington  |            |             |        |
| 1992                                 | 50,8 %     | 49,2 %      |        |
| 1994                                 | 46,7       | 53,3 %      |        |
| 1er district de l'État de Washington |            |             |        |
| 1998                                 | 49,8 %     | 44,1 %      | 6,1 %  |
| 2000                                 | 54,6 %     | 42,7 %      | 2,8 %  |
| 2002                                 | 55,6 %     | 41,3 %      | 3,1 %  |
| 2004                                 | 62,3 %     | 36,0 %      | 1,8 %  |
| 2006                                 | 67,7 %     | 32,3 %      |        |
| 2008                                 | 67,8 %     | 32,2 %      |        |
| 2010                                 | 57,7 %     | 42,3 %      |        |

### Gouverneur
| Année | Jay Inslee | Républicain |
| ----- | ---------- | ----------- |
| Année |            |             |
| 2012  | 51,54 %    | 48,46 %     |
| 2016  | 54,29 %    | 45,61 %     |
| 2020  | 57,73 %    | 41,95 %     |